# Weathervanes
Weathervanes — девятый студийный альбом американского кантри-певца Джейсона Исбелла и шестой в сопровождении его бэк-группы the 400 Unit. Он был выпущен 9 июня 2023 года на лейбле Southeastern Records. Альбом получил признание критиков, а также премию Грэмми за лучший альбом в стиле американа на 66-й ежегодной церемонии вручения премии «Грэмми».

## Предыстория
Исбелл написал треки во время съемок в фильме Мартина Скорсезе «Убийцы цветочной луны» в 2023 году.

## Об альбоме
| Совокупная оценка | Совокупная оценка |
| Источник          | Оценка            |
| ----------------- | ----------------- |
| AnyDecentMusic?   | 7.8/10            |
| Metacritic        | 82/100            |
| Оценки критиков   |                   |
| Источник          | Оценка            |
| AllMusic          | [ 1 ]             |
| Paste             | 8.2/10            |
| Pitchfork         | 7.5/10            |
| Slant Magazine    | [ 6 ]             |
| Sputnikmusic      | 4.2/5             |

Альбом получил положительные отзывы музыкальных критиков и интернет-изданий.
Weathervanes получил 82 балла из 100 на агрегаторе рецензий Metacritic на основе 13 отзывов критиков, что свидетельствует о «всеобщем признании». Марк Деминг из AllMusic написал, что альбом «заставил [Исбелла] немного встряхнуться, чтобы сохранить остроту […] и если звучание альбома не радикально изменилось, то ощущения стали более тонкими и прямыми, но при этом насыщенными и богатыми деталями». Деминг заключил, что Weathervanes — это «триумф, выдающийся набор песен и выступлений от тех, кто уже доказал, что является одним из самых сильных и правдивых голосов в американском рутс-роке».
Стивен Томас Эрлевайн, рецензируя альбом для Pitchfork, отметил, что «эти песни раскрывают свои тонкости медленно, размеренный, почти неторопливый темп говорит о том, что Исбелл уверен, что его слушатели останутся с альбомом, познавая его тонкие удовольствия», и что продюсер Исбелл «решил сделать акцент на исполнении, как и на написании песен, и это решение проливает свет на химию 400 Unit», причем 400 Unit «преуспели в более спокойных песнях». Уилл Гермес из Rolling Stone назвал альбом «жестоко красивым» и написал, что его «песни дрожат от гнева, отчаяния и страха; герои борются с сожалением и нездоровыми аппетитами, изо всех сил пытаясь сократить потери в результате неудачного выбора и каскадных последствий», отметив, что «в эти мрачные времена это действительно музыка для настроения».
Эллен Джонсон из Paste написала, что «несмотря на несколько лирических недочетов, Weathervanes — это еще один бесспорный продукт Исбелла и его коллег» и что он «очень близок к дому, но больше вдохновения он находит в повседневных моментах». Джонсон отметил «его стабильность» как «один из самых привлекательных атрибутов» и заключил, что альбом «снова подтверждает место Исбелла как легенды Алабамы». Рецензент Sputnikmusic считает, что, хотя «тематика отдельных песен может быть самой разной, но темы почти повсеместно унылы и печальны», «400 Unit» обеспечивает «взрывную энергию», а Исбелл — «надежное и исключительное написание песен», а также «талант к тонким, но неизбежным хукам, которые делают обреченность и мрачность этих песен не только терпимыми, но скорее привлекательными».

## Список композиций
| №                   | Название                | Длительность |
| ------------------- | ----------------------- | ------------ |
| 1.                  | «Death Wish»            | 4:30         |
| 2.                  | «King of Oklahoma»      | 5:02         |
| 3.                  | «Strawberry Woman»      | 4:10         |
| 4.                  | «Middle of the Morning» | 4:40         |
| 5.                  | «Save the World»        | 5:09         |
| 6.                  | «If You Insist»         | 3:45         |
| 7.                  | «Cast Iron Skillet»     | 3:24         |
| 8.                  | «When We Were Close»    | 3:57         |
| 9.                  | «Volunteer»             | 4:05         |
| 10.                 | «Vestavia Hills»        | 4:31         |
| 11.                 | «White Beretta»         | 3:56         |
| 12.                 | «This Ain't It»         | 6:14         |
| 13.                 | «Miles»                 | 7:07         |
| Общая длительность: | Общая длительность:     | 60:30        |

## Позиции в чартах
| Чарт (2023)                                  | Высшая позиция |
| -------------------------------------------- | -------------- |
| (ARIA)                                       | 88             |
| Бельгия/Фландрия (Ultratop)                  | 130            |
| Нидерланды (Album Top 100)                   | 43             |
| Германия (Offizielle Top 100)                | 75             |
| Шотландия (Scottish Albums Chart)            | 9              |
| Великобритания (UK Albums Chart)             | 51             |
| Великобритания (UK Independent Albums Chart) | 8              |
| США Billboard 200                            | 12             |
| США Folk Albums (Billboard)                  | 2              |
| США Independent Albums (Billboard)           | 1              |
| США Top Rock Albums (Billboard)              | 2              |